# 361-я стрелковая дивизия (1-го формирования)
361-я стрелковая дивизия — войсковое соединение Вооружённых Сил СССР в Великой Отечественной войне

## История формирования
Сформирована в сентябре-октябре 1941 года в городе Уфа Башкирской АССР (Уральский военный округ) на основании директивы НКО СССР № 239002 от 11 августа 1941 года, в рамках реализации постановления ГКО СССР № 459сс от 11 августа 1941 года.

Трудящиеся Башкирии, как и все советские люди, шли в ряды Красной Армии с огромным патриотическим подъёмом. На призывных пунктах, на предприятиях, в колхозах — всюду проводы уходящих на фронт выливались в яркую демонстрацию любви и преданности своей Родине…
…Многие из военнообязанных, не дожидаясь повесток, приходили в военкомат с просьбой отправить их на фронт.
…Теплый августовский день. Призывной пункт Кировского района Уфы. Всюду цветы, плакаты. При входе большой лозунг: «Все силы народа — на разгром врага! Вперед, за нашу победу!».
К столу призывной комиссии с большим волнением подходит работник Министерства финансов республики, участник гражданской войны Б. Х. Кудашев. Он рассказывает, что занимается всеми видами спорта, отлично стреляет и будет мужественно защищать родную землю. Его волнение понятно, он уже несколько раз подавал заявление о зачислении в ряды Красной Армии. Сегодня его просьбу удовлетворили. Кудашев направлен командиром взвода конной разведки 1204-го полка 361-й стрелковой дивизии.
В призывной пункт входит высокий человек. Это Шагидулла Гатауллин, шофёр. Ему 42 года, он участник гражданской войны. В первый же день войны подал заявление в военкомат с просьбой послать его на фронт. Сказали: «Вызовем». И вот он призван в ряды Красной Армии.— Василевский А. А. 21-я гвардейская
Бывший управляющий Верхнетатышлинским отделением Госбанка В. С. Ихсанов вспоминает:

«В первых числах сентября 1941 года из нашего села Верхние Татышлы было призвано 14 человек. Эта группа под моим командованием направлялась в Уфу в состав 361-й стрелковой дивизии. Никогда не забуду солнечный день 4 сентября 1941 года, когда мы уходили из родного села. Односельчане и жители соседних деревень собрались на митинг, посвященный отправке нас в армию. Собралось около двух тысяч человек. С грузовой машины, приспособленной под трибуну, украшенной алыми флагами и цветами, выступали колхозники, рабочие, учителя. Все они говорили о своей горячей любви к Родине и готовности выступить на её защиту. От имени своих товарищей я заверил земляков, что мы с честью и достоинством выполним их наказ и вернемся домой с победой!»— Василевский А. А. 21-я гвардейская

## Боевой и численный состав на момент формирования
К концу сентября 1941 года дивизия была укомплектована личным составом, в ней насчитывалось 11500 человек. Части дивизии располагались в городе Уфе и пригородных населённых пунктах: Чишмах, Сафарово, Булгаково и Нижегородке.
- 1200-й стрелковый полк — командир полка майор А. В. Биненбойм, военком полка старший политрук П. И. Афиногенов
- 1202-й стрелковый полк — командир полка подполковник П. П. Отбоев
- 1204-й стрелковый полк — комсорг полка Гали Фазлыев
- 925-й артиллерийский полк
- 448-й миномётный дивизион
- 223-й истребительно-противотанковый отдельный дивизион
- 257-й зенитно-артиллерийский отдельный дивизион
- 424-я отдельная мотострелковая рота
- 444-й отдельный сапёрный батальон
- 813-й отдельный батальон связи
- 447-й отдельный медико-санитарный батальон
- 440-я отдельная рота химической защиты
- 477-я отдельная автотранспортная рота
- 216-я полевая хлебопекарня
- 785-й дивизионный ветеринарный лазарет
- 1436-я полевая почтовая станция

Рядовой состав дивизии в основном состоял из военнообязанных — коренных жителей Башкирии. Рабочий из Туймазов Леонид Маринов стал пулемётчиком 1200-го полка, колхозник из деревни Бабаево Мишкинского района Насибулла Гизатуллин — разведчиком 1204-го полка, участник гражданской войны Григорий Антошкин, колхозник из деревни Борисовка Стерлибашевского района, и его земляк Михаил Доровский — связистами 813-го батальона связи, колхозник из д. Богады Буздякского района — наводчиком 925-го артиллерийского полка.
Младший командный состав также был призван из запаса. Так, рабочий из Дувана сержант Пётр Верзаков был назначен командиром орудия 925-го артиллерийского полка, участник гражданской войны сержант Яков Нелюдин, рабочий из Белорецка, стал командиром отделения 1204-го стрелкового полка, а бывший комбайнёр Стерлитамакской МТС комсомолец старший сержант Василий Чулин — помощником командира взвода 1200-го полка. Младшего командного состава не хватало. Поэтому в полках были созданы нештатные курсы для подготовки младших командиров.
Командирами подразделений были назначены в основном прибывшие выпускники Рижского, Череповецкого пехотного, Подольского артиллерийского училищ. В их числе были лейтенанты Н. Братко, Г. Безвушко, Н. Боклаг, В. Бабак, И. Горбань, А. Зубов, Н. Кудрявцев, В. Михеев, К. Мовчан, В. Развадовский, В. Телушкин и другие. Молодые офицеры имели хорошую теоретическую подготовку.
На должности политруков рот, военкомов батальонов и дивизионов, секретарей партбюро частей в основном были назначены призванные из запаса партийные, советские, комсомольские, профсоюзные работники. Так, военкомом 1-го дивизиона 925-го артиллерийского полка был назначен Т. Б. Билалов — воспитанник пединститута (ныне Уфимский университет науки и технологий). Тимерзагит Билалович Билалов прошёл нелегкий путь от колхозника, сельского учителя до второго секретаря обкома, а затем директора Башкирского книжного издательства. Он имел большой опыт партийной и хозяйственной работы.
Башкирские журналисты А. Г. Бикчентаев, К. Муртазин, Г. Х. Фазлыев были зачислены ответственными секретарями комсомольских бюро полков. Вскоре Бикчентаев стал помощником начальника политотдела дивизии по комсомолу.
Политработники, призванные из запаса, имели большой опыт организаторской и воспитательной работы. Однако они были слабо подготовлены в военном отношении. Поэтому командование дивизии и полков уделяли большое внимание их боевой учёбе.
Медико-санитарный батальон дивизии, санитарные роты полков и санитарные взводы батальонов были укомплектованы медицинскими работниками, в большинстве своём уже имеющими опыт практической работы. В их числе были военврачи Н. П. Гусаров, И. П. Миронов, В. Я. Сергеев, медицинская сестра К. В. Чертова.
Во главе частей стояли кадровые командиры и комиссары. Так, командиром 1200-го полка стал майор А. В. Биненбойм, а военкомом — старший политрук П. И. Афиногенов.
Штаб дивизии возглавлял майор Ю. П. Некрасов, фронтовик, до войны окончивший Военную академию имени М. В. Фрунзе.
Начальником политотдела был назначен старший батальонный комиссар В. А. Кравец, его заместителем — батальонный комиссар П. Ф. Стасюк.
Военкомом дивизии стал старший батальонный комиссар А. Ф. Толстопятенко, окончивший Военно-политическую академию.
19 сентября 1941 года вступил в командование дивизией Д. В. Михайлов.
Всего три процента личного состава дивизии составляли участники войны[какой?].
По завершении формирования директивой СВГК № 004279 от 02.11.1941 дивизия включена в состав 39-й резервной армии и получила приказ на передислокацию из пригородов Уфы в Пошехонье-Володарск Ярославской области.
Погрузка дивизии в эшелоны велась одновременно с двух станций: Дема и Чишмы. 8 ноября 1941 года со станции Дема отправился первый эшелон. Последний железнодорожный эшелон отправился со станции Чишмы 11 ноября 1941 года.
Около месяца дивизия находилась в районе Пошехонье-Володарск, восточнее Рыбинского водохранилища.

## Хронология

### Боевые эпизоды

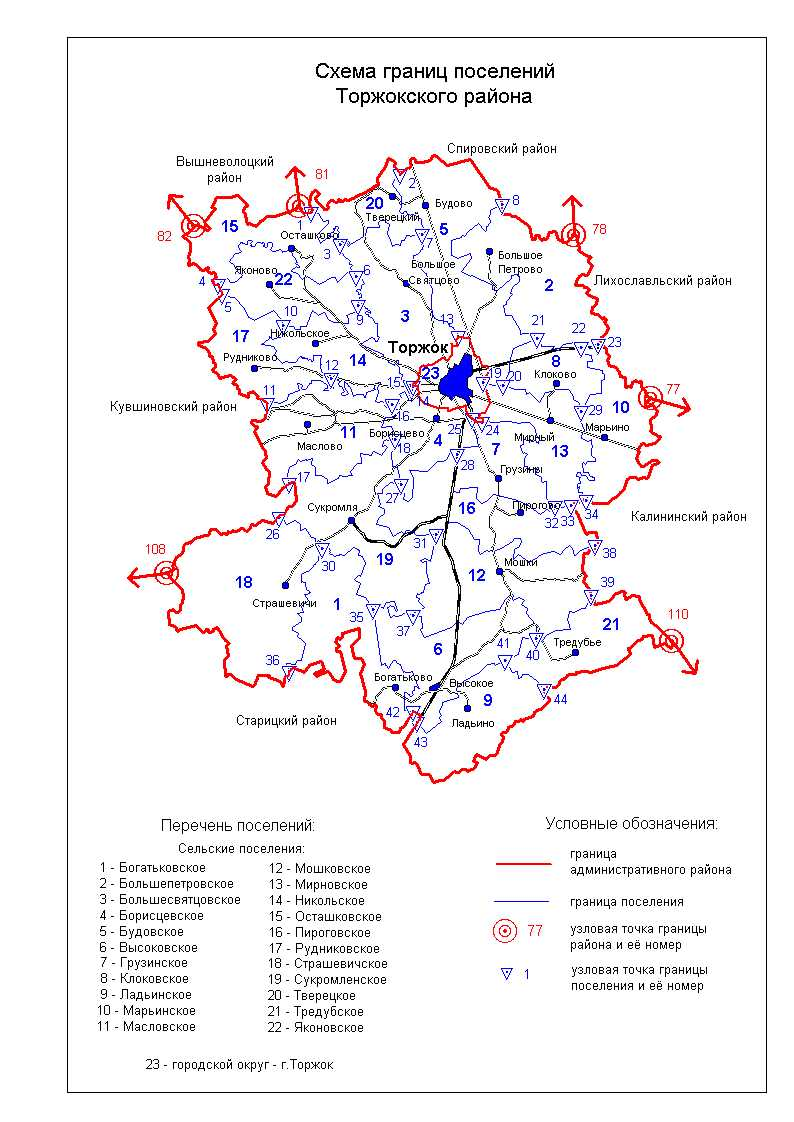
Схема границ поселений Торжокского района

В ночь на 17 декабря 1941 года дивизия выступила на марш. Ей было приказано выйти в район Рыбинска. Преодолев за двое суток 80 км, воинскими эшелонами дивизия была переброшена в район южнее Торжка.
Между станциями Лихославль и Торжок авиация противника пыталась нанести удар по эшелону 1200-го полка.
21 декабря 1941 года части дивизии, выгрузившись из железнодорожных эшелонов, сосредоточились в районе южнее Торжка, в 40 километрах от линии фронта.
Отдельный зенитный дивизион зенитных пушек не имел.

#### Северо-западнее Москвы
В полдень 23 декабря 1941 года командира и комиссара 361-й дивизии вызвали в штаб армии, размещавшийся в районе Песчанки. Здесь командующий армией генерал-лейтенант И. И. Масленников ознакомил их с общей обстановкой под Москвой, на Калининском фронте и поставил дивизии боевую задачу.
Обстановка под Москвой в это время была следующая. В ходе контрнаступления, начавшегося 5-6 декабря 1941 года, советские войска, преодолевая упорное сопротивление противника, освободили Калинин, Клин, Истру, Солнечногорск, Рогачёво и многие другие города. Под ударами Красной Армии немецко-фашистские войска вынуждены были отходить.
В это время Калининский фронт в ходе битвы за Москву осуществлял наступательную операцию, вошедшую в историю Великой Отечественной войны Советского Союза.

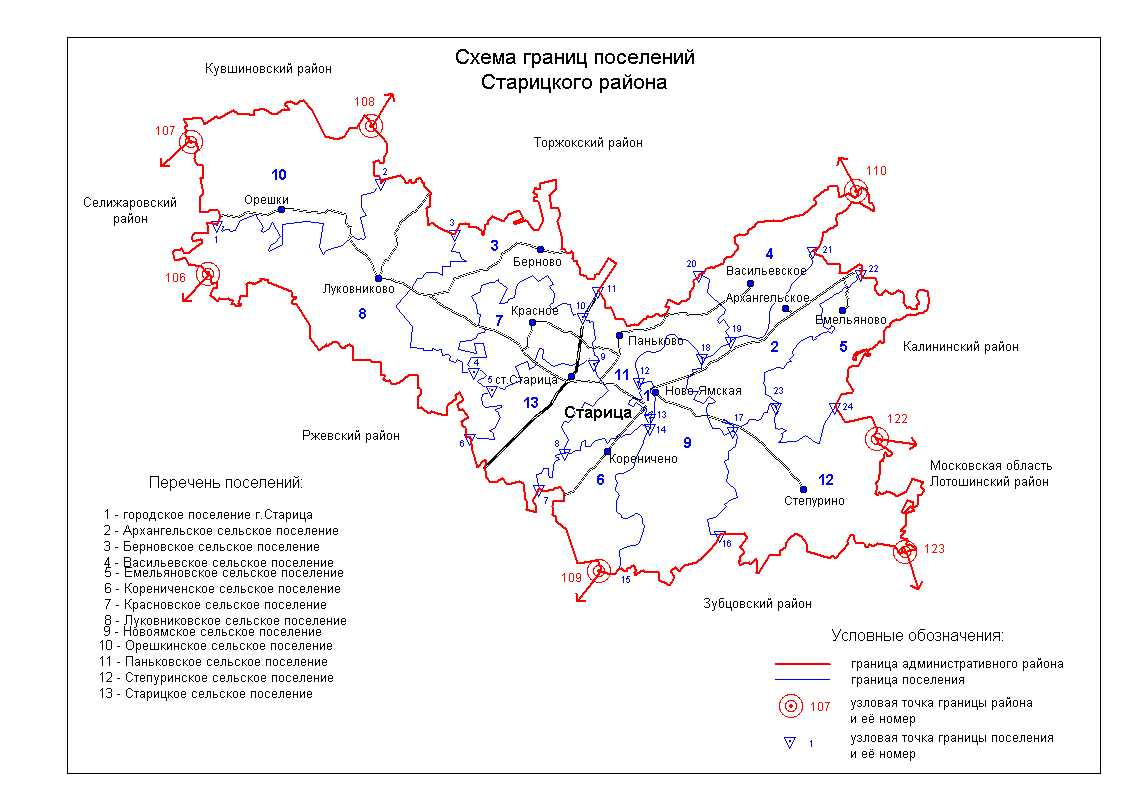
Схема границ поселений Старицкого района

Задача 361-й дивизии заключалась в том, чтобы прорвать оборону противника на участке исключительно Еруново, Копыряне и, наступая в направлении деревень Глазуны и Холмец, к исходу дня овладеть районом Дворцы. Справа наступала 355-я дивизия в общем направлении на Степино, слева — 373-я дивизия — в направлении Негодяика, Анцинориха.
В полосе наступления 361-й дивизии на заранее подготовленном рубеже Еруново, Копыряне оборонялся вражеский 312-й пехотный полк 206-й пехотной дивизии. Части дивизии имели большой боевой опыт. Они воевали в Польше, Голландии, Бельгии.
Наиболее сильный опорный пункт на переднем крае вражеской обороны был оборудован в деревне Елизаветино на шоссе Торжок — Ржев. Опорные пункты подразделений поддерживались артиллерией, огневые позиции которых находились в районе Конышково, Павлушково.
Дивизия усиливалась 1-м и 3-м дивизионами 360-го артиллерийского полка, 103-м гвардейским миномётным дивизионом и 143-м танковым батальоном. Для поддержки боевых действий дивизии назначался лёгкий артиллерийский полк.
Местность в полосе наступления дивизии была среднепересечённой, открытой. Вражеские опорные пункты располагались на господствующих высотах. Противник просматривал расположение советских войск на большую глубину.
Утром 24 декабря 1941 года командир дивизии провёл рекогносцировку. В ней принимали участие командиры частей, начальники родов войск и службы, некоторые офицеры штаба.
В соответствии с замыслом командира дивизии, главный удар наносился правым флангом в направлении Елизаветино, Павлушково. Боевой порядок строился в два эшелона, в первый эшелон выделялись 1204-й и 1202-й полки, а во второй — 1200-й полк.

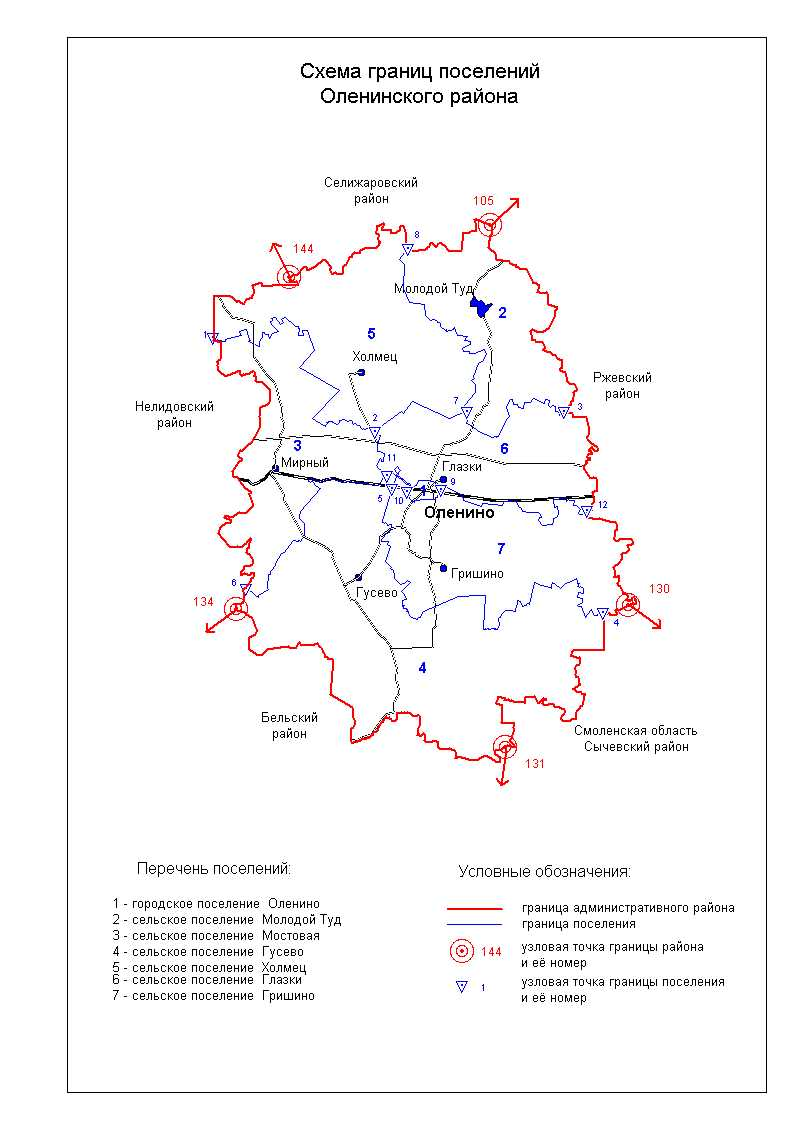
Схема границ поселений Оленинского района

1204-й полк, действуя на правом фланге на направлении главного удара, должен был овладеть опорными пунктами Разлипиха, Ериха, Елизаветино, в дальнейшем наступать в направлении Конышково, Павлушково. Полк усиливался 143-м танковым батальоном.
1202-му полку было приказано во взаимодействии с 1204-м полком овладеть опорными пунктами Елизаветино, Редькино, Копыряне, в дальнейшем наступать в направлении Глинки. Полк поддерживала артиллерийская группа поддержки пехоты в составе двух артиллерийских дивизионов.
1200-й полк, находясь во втором эшелоне, должен был обеспечить правый фланг дивизии и быть в готовности развить успех в направлении Павлушково, Храпыня.

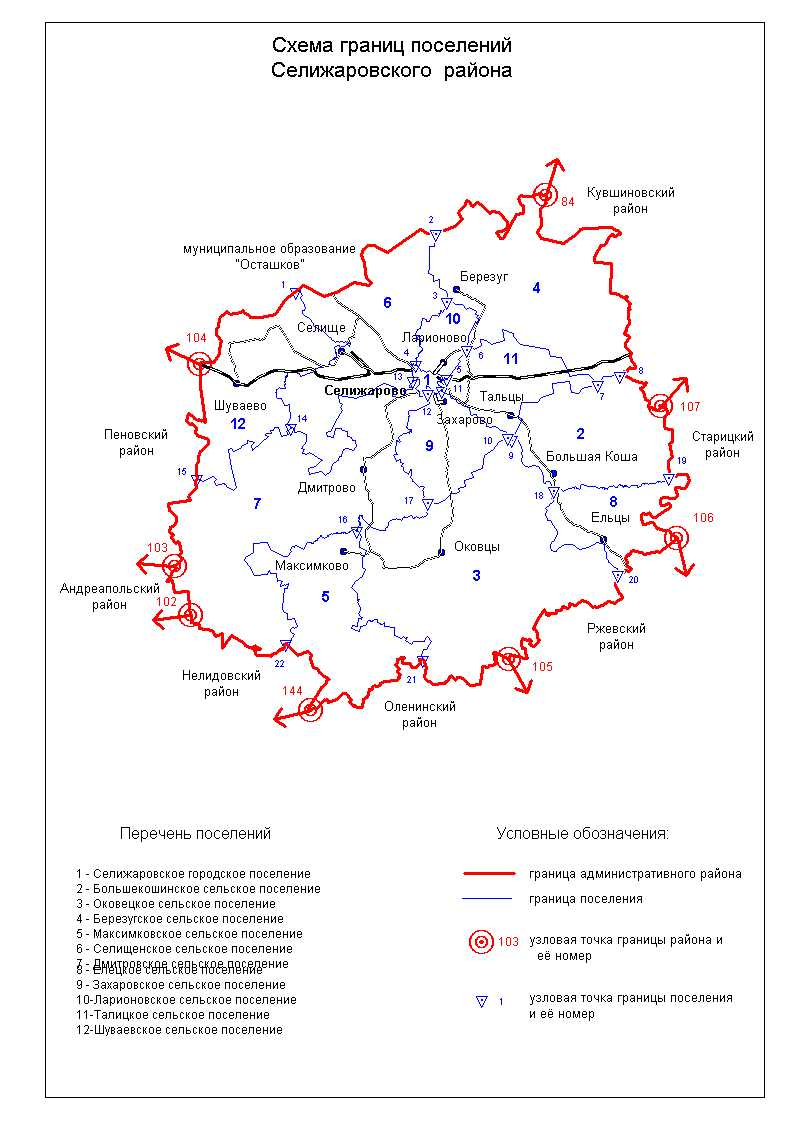
Схема границ поселений Селижаровского района

143-й танковый батальон предназначался для прорыва обороны противника совместно со стрелковыми подразделениями 1204-го полка. Предусматривалось, что с выходом 1204-го полка в район Павлушково танковый батальон переподчиняется вводимому в бой 1200-му полку. Исходные позиции ему были указаны южнее Дмитровского, которое он должен был занять с началом артиллерийской подготовки.
Совершив 40-километровый марш из района Торжка, части дивизии утром 25 декабря 1941 года заняли исходное положение для наступления.
Наступление было назначено на 26 декабря 1941 года.
На рассвете 26 декабря 1941 года после артиллерийской подготовки полки 361-й стрелковой дивизии перешли в наступление. Противник оказал упорное сопротивление. В этот день сокрушить вражескую оборону не удалось.

#### Боевые потери за 26 декабря 1941 года
- 1200-й стрелковый полк — 3 человека — убиты в бою под деревней Елизаветино:[ЦАМО 2]
- пулемётчик красноармеец Клоков Егор Иванович, 1902 года рождения, уроженец БАССР, Воскресенского района, с/с Татьянинский, с. Татьянино, похоронен в деревне Елизаветино
- помощник командира взвода сержант Яковлев Михаил Степанович, 1918 года рождения, уроженец Воронежской области, Липецкий район, к/з Чапаев, похоронен близ деревни Елизаветино
- командир отделения младший сержант Терехов Фёдор Григорьевич, 1903 года рождения, уроженец БАССР, города Стерлитамак, похоронен близ деревни Елизаветино

Выдвинув в боевые порядки пехоты на прямую наводку большую часть артиллерии, утром 27 декабря 1941 года дивизия возобновила наступление, сосредоточив основные усилия на разгроме противника в мощном опорном пункте Елизаветино.
От метких выстрелов артиллеристов одна за другой умолкали вражеские огневые точки. 1-я батарея 925-го артиллерийского полка под командованием младшего лейтенанта В. М. Савочкина прямой наводкой разбила три вражеских дзота, артиллерийская батарея 1202-го стрелкового полка, возглавляемая лейтенантом В. А. Телушкиным, уничтожила две огневые точки и до взвода пехоты противника.
Используя результаты огневого поражения противника, 1204-й полк силами 3-го батальона прорвался на юго-западную окраину Елизаветино.
Овладев Елизаветиным — мощным опорным пунктом на ржевском направлении, — основные силы 1202-го и 1204-го полков устремились через узкую брешь на юг.
Вечером 27 декабря 1941 года подполковник Д. В. Михайлов поставил задачу полкам на следующий день: для развития наступления на направлении обозначившегося успеха — Павлушково, Грешнево — ввести в бой второй эшелон — 1200-й полк.
1202-й и 1204-й полки своими главными силами должны были продолжить наступление в южном направлении, а частью сил закончить разгром окружённого противника в опорных пунктах на переднем крае и тем самым расширить участок прорыва в обороне противника.

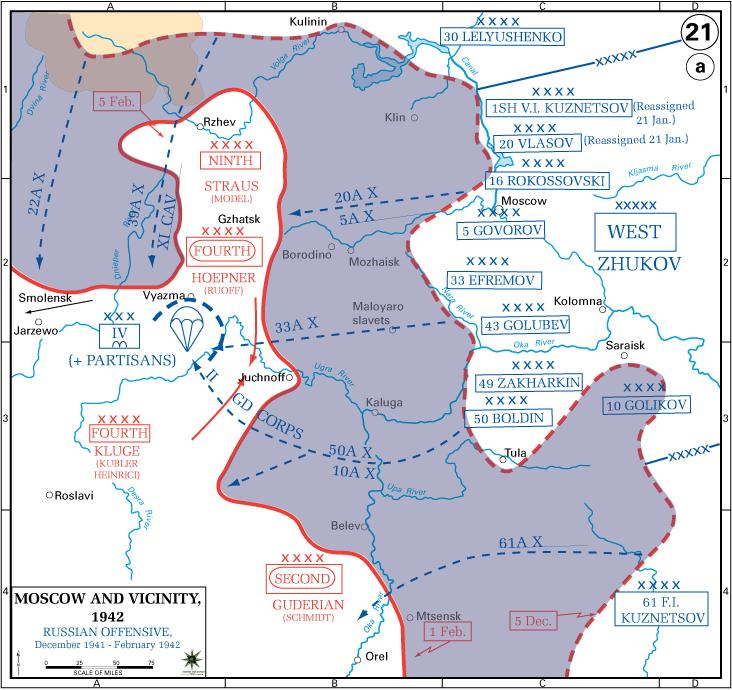

### Положение сторон в конце 1941 — начале 1942
С утра 28 декабря 1941 года части дивизии возобновили наступление. Противник остатками 312-го пехотного полка, а также выдвинутыми в полосу дивизии подразделениями 62-го моторизованного полка и батальоном белофиннов оказывал упорное сопротивление, стремясь задержать продвижение частей дивизии.
1200-й полк 361-й стрелковой дивизии, сбив противостоящие подразделения белофиннов, продвигался на юг и к утру 29 декабря 1941 года подошёл к опорному пункту Храпыня, где был остановлен организованным огнём подошедших подразделений 214-го полка 206-й пехотной дивизии. В это время на северо-западную окраину Храпыня вышли подразделения левофлангового полка 355-й дивизии. Во взаимодействии с соседом ударом во фланг и тыл полк разгромил противника в опорном пункте Храпыня, а затем и в Грешнево.
Не менее успешно действовали 1202-й полк и 1204-й полки. С утра 28 декабря 1941 года они частью сил начали громить гитлеровцев в блокированных опорных пунктах.
Ожесточённые бои разгорелись за опорные пункты Ериха и Минино.
Вечером 30 декабря 1941 года начальник разведки доложил командиру дивизии, что по данным, полученным от разведывательных групп, действовавших в тылу противника, по шоссе Павлушково — Степино движутся в южном направлении вражеские автомобили, обозы, войска. Подполковник Д. В. Михайлов решил разгромить отступающие части противника и не допустить их отхода на промежуточный оборонительный рубеж.
В ночь на 31 декабря 1941 года обходящий отряд в составе 143-го танкового батальона и роты автоматчиков 1202 стрелкового полка 361-й стрелковой дивизии скрытно выдвинулся в исходный район — Девонисово — против открытого фланга противника, а с рассветом 31 декабря 1941 года, следуя по маршруту Девонисово — Стренево, вышел в район Дворцы, где был встречен организованным ружейно-пулемётным и миномётным огнём противника. Оставив взвод автоматчиков 1202-го стрелкового полка 361-й стрелковой дивизии для разгрома противника во Дворцах, обходящий отряд на больших скоростях двинулся на юг и неожиданно для противника ворвался в район Степино и Луковниково. Среди гитлеровцев поднялась невероятная паника.
К исходу 3 января 1942 года части дивизии вышли на рубеж Воскресенское, Зыбино.
Вечером 4 января 1942 года командир дивизии поставил перед частями задачу: 1200-й полк должен был овладеть районом Харламово и, перерезав шоссейную дорогу Ржев — Рига в районе Бахмутово, выступить к Волге и с ходу форсировать её в районе Соломино, 1204-й полк — наступать в направлении Нов. Коростелево, Нов. Фильково, форсировать Волгу в районе Ножкино и захватить Кокошкино. 1202-й полк составлял второй эшелон.
Вечером 5 января 1942 года разведчики 1204-го полка ворвались на станцию Мончалово, и завязали бой на улицах станционного посёлка. В это же время 1200-й полк подошёл к станции Чертолино и после ожесточённого боя к утру 6 января 1942 года овладел ею. Таким образом, 6 января 1942 года железная дорога Ржев — Великие Луки была перерезана. В Чертолино наши бойцы освободили 40 пленных красноармейцев.
К 7—8 января 1942 года части дивизии закрепились на рубеже Слобырево, Чертолино, Бахарево, Быково фронтом на северо-запад и юг.

#### Под Ржевом

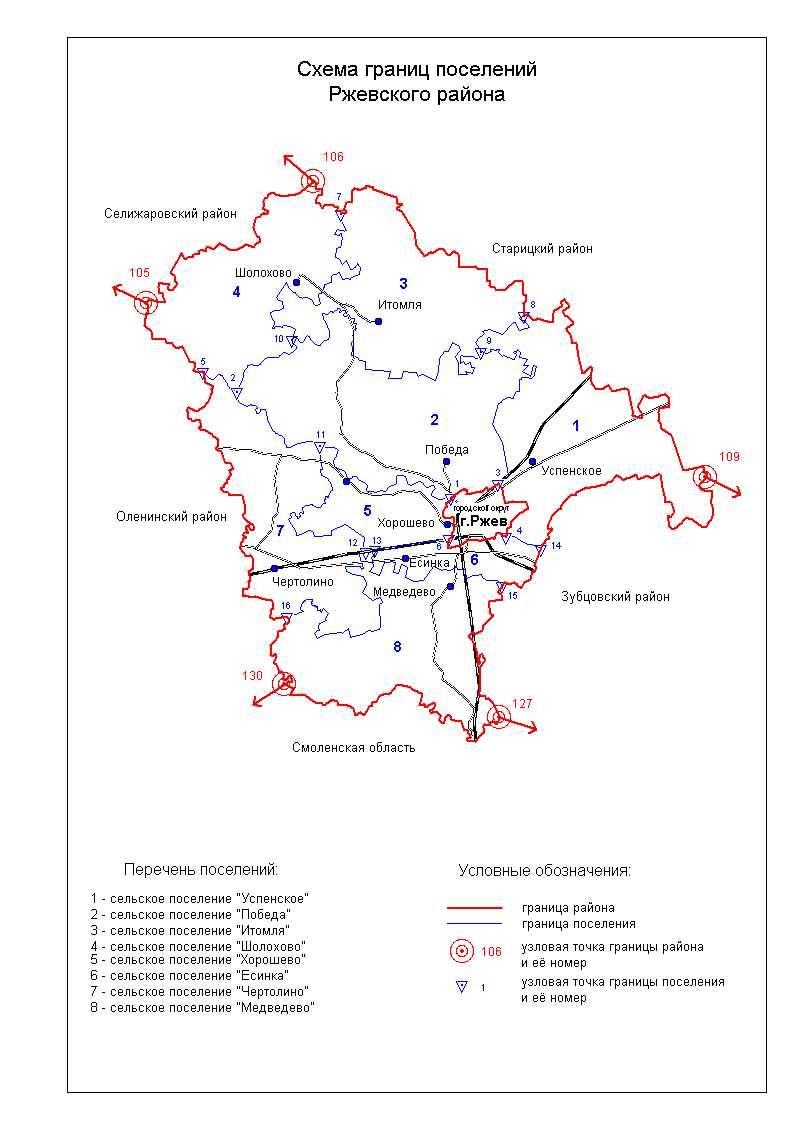

Калининский фронт в 1941-43 гг.

8 января 1942 года без оперативный паузы после контрнаступления началась Ржевско-Вяземская операция — завершающий период битвы под Москвой. В операции участвовали Калининский, Западный при содействии Северо-Западного и Брянского фронтов. Цель её состояло в том, чтобы разгромить главные силы немецко-фашистской группы армий «Центр».
39-я армия Калининского фронта имела задачу ударом трёх дивизий с юга и юго-запада по Ржеву во взаимодействии с 29-й армией окружить и уничтожить ржевскую группировку противника и к исходу 12 января 1942 года овладеть городом. Одновременно армия должна была продолжать наступление в южном направление на Сычёвку.
361-й дивизии было приказано наступать в направлении Лигостаево, Медведево, Захарово и к исходу 12 января 1942 года во взаимодействии с 381-й дивизией овладеть юго-восточной частью Ржева. В дальнейшем она должна была выйти по восточной стороне города на север и соединиться с частями 29-й армии. Дивизия усиливалась 336-м и 360-м гаубичными артиллерийскими полками резерва главного командования, 202-м и 103-м
Справа наступала 183-я дивизия, слева — 381-я.
Условия, в которых действовали наши войска по-прежнему были очень тяжёлыми. Снежные заносы сковывали манёвр подразделений
Произведя перегруппировку, дивизия заняла исходное положение для наступления. В первом эшелоне находились 1202-й и 1204-й полки, во втором — 1200-й.
В ночь на 12 января 1942 года после огневого налёта полки перешли в наступление. Гитлеровцы оказывали упорное сопротивление. 1202-й полк овладел деревней Якимова, а 1204-й — деревни Аленино, Каменское.
13 января 1942 года сопротивление противника резко усилилось, дальше дивизия продвинуться не смогла.
Вплоть до 17 января 1942 года 361-я дивизия во взаимодействии с 183-й и 381-й дивизиями вела упорные бои с противником на юг, получив задачу разгромить осугскую и сычевскую группировки врага в 40 км южнее Ржева, овладеть Ново-Дугино и отрезать пути отхода противника на запад и юго-запад.
Сдав занимаемый рубеж, дивизия 18 января 1942 года выступила на марш в новый район. Глубина перехода составляла около 70 км.
5 февраля 1942 года командующий армией уточнил задачу 361-й дивизии. Ей было приказано оборонять рубеж северо-западнее Новенькой, развилка дорог северо-восточнее Обуражного с задачей не допустить прорыва противника на запад. Дивизия прикрывала одно из важных направлений в полосе армии — Нов. Покровское, Никифоровка.
Оборона строилась по системе опорных пунктов. Населённые пункты были подготовлены к круговой обороне.
За боевые заслуги приказом народного комиссара обороны № 078 от 17 марта 1942 года преобразована в 21-ю гвардейскую стрелковую дивизию.
Вскоре гвардейские наименования были присвоены частям дивизии: 59-й гвардейский стрелковый полк — 1200-му стрелковому полку; 64-й — 1202-му стрелковому полку; 69-й — 1204-му стрелковому полку;

## Командный состав

### Командир дивизии
- подполковник Михайлов Д. В. — вступил в командование 19 сентября 1941 года, до назначения был начальником штаба 135-й стрелковой дивизии[35].

### Военком дивизии
- старший батальонный комиссар А. Ф. Толстопятенко, — до назначения на должность был комиссаром 48-го стрелкового полка 38-й стрелковой дивизии[35].

#### Помощник начальника политотдела дивизии по комсомолу
- Анвер Бикчентаев[7]

### Начальник штаба дивизии
- майор Некрасов Ю. П.[35]
- майор Попов Владимир Иванович с 23 января 1942 года[35].

#### Начальник оперативного отдела штаба дивизии
- Любимов А. Г.[35]

## Боевой и численный состав
- 1200-й стрелковый полк — командир полка майор Биненбойм А. В., военком полка старший политрук Афиногенов П. И.
- 1202-й стрелковый полк — командир полка подполковник Отбоев П. П.
- 1204-й стрелковый полк — комсорг полка Гали Фазлыев
- 925-й артиллерийский полк
- 448-й миномётный дивизион
- 223-й истребительно-противотанковый отдельный дивизион
- 257-й зенитно-артиллерийский отдельный дивизион
- 424-я отдельная мотострелковая рота
- 444-й отдельный сапёрный батальон
- 813-й отдельный батальон связи
- 447-й отдельный медико-санитарный батальон
- 440-я отдельная рота химической защиты
- 477-я отдельная автотранспортная рота
- 216-я полевая хлебопекарня
- 785-й дивизионный ветеринарный лазарет
- 1436-я полевая почтовая станция

## В донесениях о безвозвратных потерях
Штабом 39-й армии представлены именные списки безвозвратных потерь личного состава 21 Гвардейской стрелковой дивизии на 2725 человек за время с 26 декабря 1941 года по 1 мая 1942 года. 

Согласно ведомости списков безвозвратных потерь личного состава 21 Гвардейской стрелковой дивизии, отправленных в Центральное бюро потерь личного состава: 
- 59-й гвардейский стрелковый полк — 824 человек — с 1 по 82 лист
- 64-й гвардейский стрелковый полк — 838 человек — с 83 по 167 лист
- 69-й гвардейский стрелковый полк — 805 человек — с 168 по 240 лист
- 47-й гвардейский артиллерийский полк — 89 человек — с 241 по 252 лист